# Holzbrücke (Baden)
Die Holzbrücke ist eine Brücke in Baden in der Schweiz und überquert die Limmat an der engsten Stelle der Klus zwischen Schlossberg und Lägern. Sie ist 39 Meter lang und führt von der linksufrigen Altstadt zum Landvogteischloss am rechten Ufer. Die heute bestehende, gedeckte Holzbrücke hatte seit dem Mittelalter mindestens fünf Vorgängerbauten an derselben Stelle.

## Bauwerk

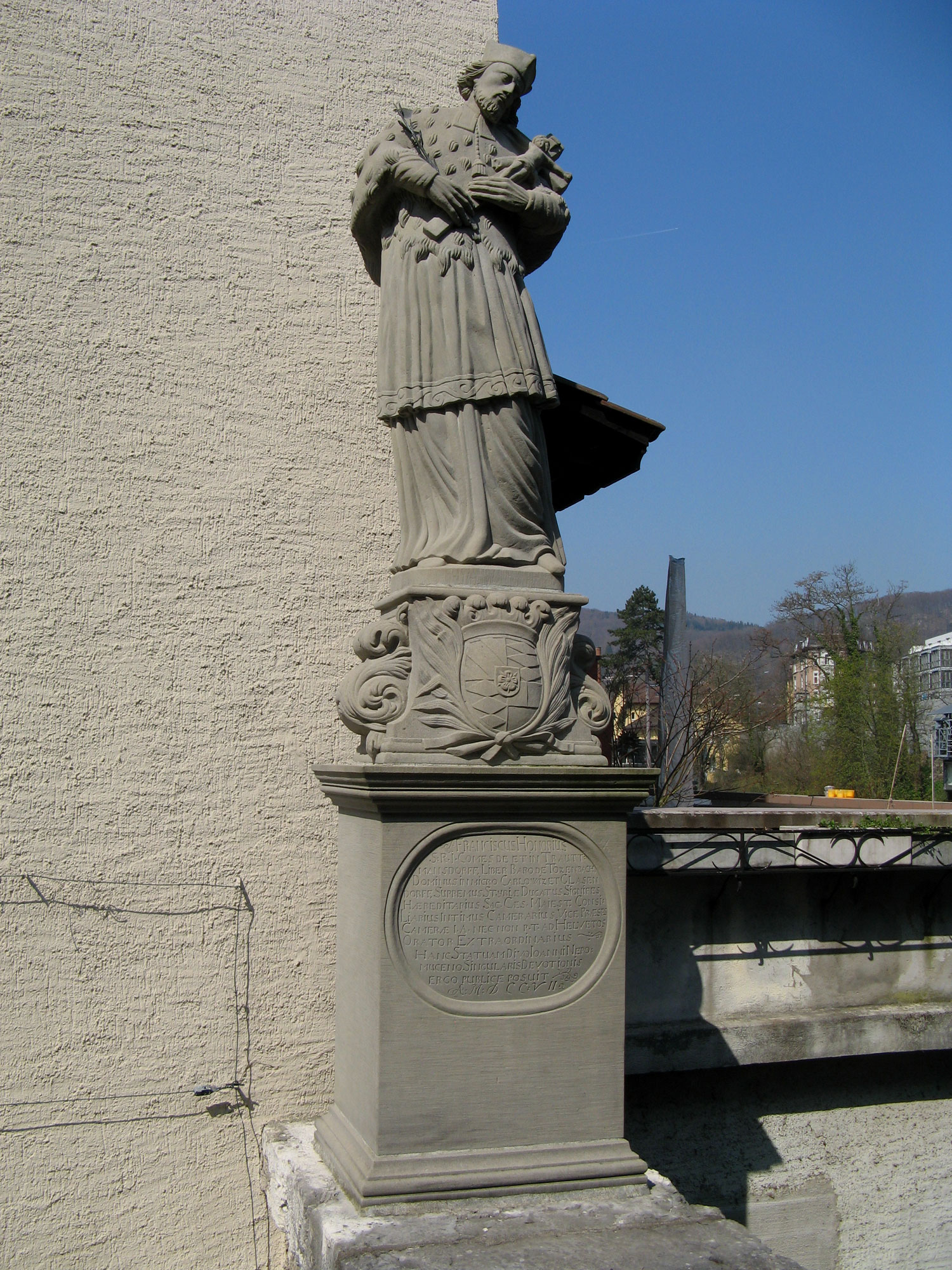
Nepomukstatue

Das heutige Bauwerk stammt aus dem Jahr 1810. Sie ruht auf Widerlagern aus dem 17. Jahrhundert, die von einem früheren Bauwerk stammen und aus mächtigen Kalksteinquadern geschichtet sind. Den Fluss überspannt ein doppeltes Hängewerk mit je sechs Streben und vier Spannriegeln. Die Fahrbahn lastet auf sieben Unterzügen, die direkt mit den Säulenpaaren verschraubt sind. Das gesamte Hänge- und Sprengwerk ist mit schindelbedeckten Brettern verschalt. Zwei mittlere Halbkreisfenster und zwei seitliche Stichbogenlichter lassen das Tageslicht durchscheinen. Das Satteldach ist ebenfalls mit Schindeln verkleidet.
Am Westende der Brücke wurde 1707 eine lebensgrosse, aus Sandstein gefertigte Statue des Brückenheiligen Johannes Nepomuk aufgestellt. Sie stammt von einem unbekannten, vermutlich aus Zürich stammenden Künstler und ist die einzige Grossplastik des Hochbarocks in Baden. Es handelt sich um ein Geschenk des österreichischen Gesandten von Trautmannsdorff, der damals in Baden residierte. Das Original wird heute im Landvogteischloss ausgestellt, bei der Statue an der Brücke handelt es sich um eine Kopie.

## Geschichte
Zwar existierte bereits während der Herrschaft der Römer eine Brücke über die Limmat, doch lag diese fast einen Kilometer flussabwärts bei den Thermen der Siedlung Aquae Helveticae (im Bereich der heutigen Schiefen Brücke). Die erste Erwähnung einer Brücke in der Klus erfolgte im Jahr 1242. Dieses erste Bauwerk ersetzte eine wahrscheinlich seit dem 11. Jahrhundert bestehende Fähre und war zugleich Zollstation. Hier kreuzten sich die Strassen nach Basel, Schaffhausen, Zürich und Bern. Im Laufe der Jahrhunderte wurde die Brücke mindestens viermal durch Überschwemmungen, Eisgang oder kriegerische Ereignisse zerstört. Bis 1766, als Hans Ulrich Grubenmann beim Kloster Wettingen eine weitere Brücke errichtete, war die Badener Holzbrücke der einzige Übergang zwischen Zürich und der Limmatmündung bei Gebenstorf.

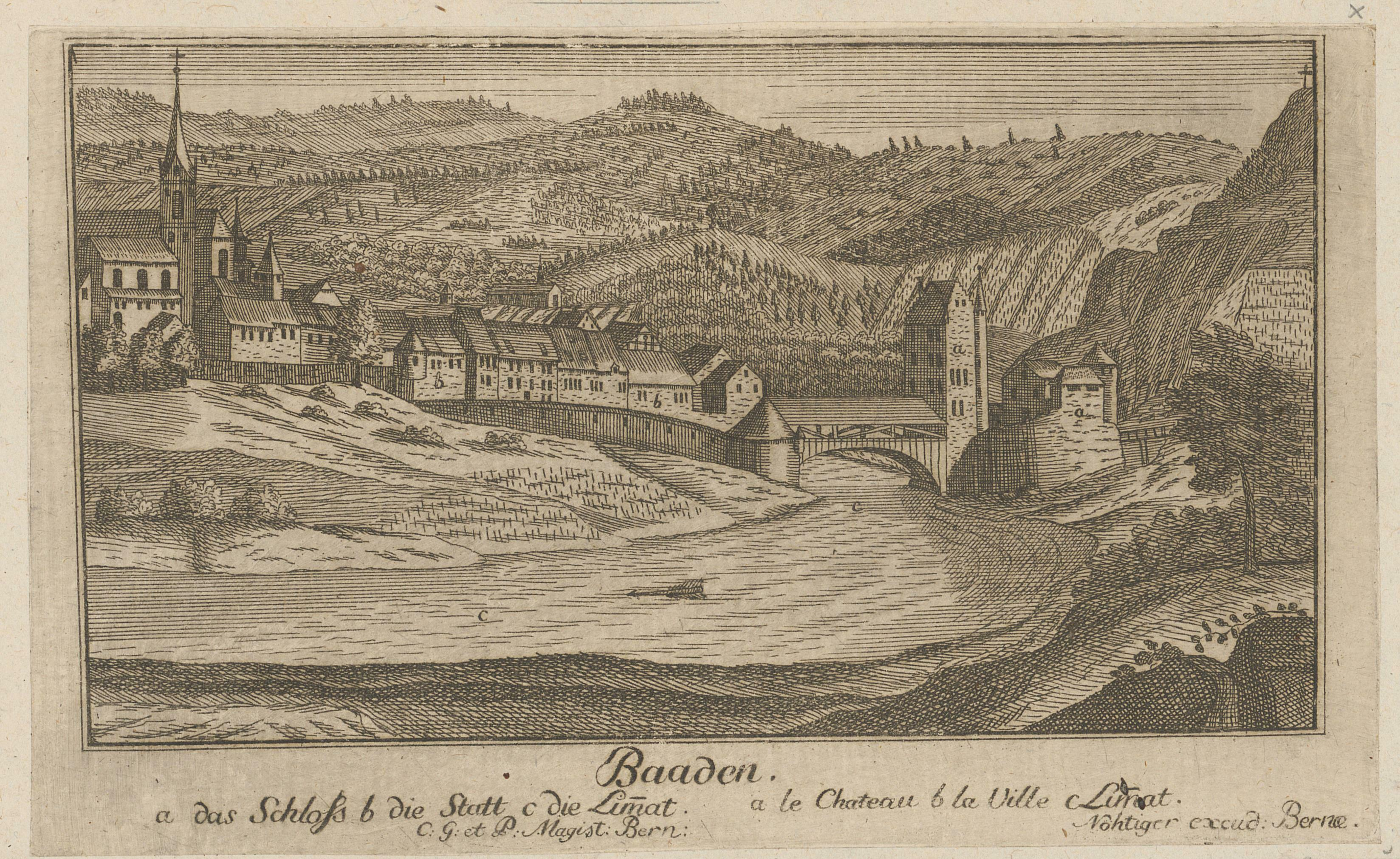
Radierung von Johann Ludwig Nöthiger, ca. 1742

Zumindest eine der Vorgängerbrücken ist gut dokumentiert. Ein im Frühsommer 1649 gebauter Steinpfeiler in Flussmitte, der die weniger stabilen Holzstützen ersetzen sollte, versank bereits nach einem Monat in den Fluten. Im Oktober desselben Jahres beschloss der Stadtrat den Bau einer pfeilerlosen Holzbrücke. Er beauftragte damit die Baumeister Hans Schüep und Michael Egger. Nach nur viermonatiger Bauzeit konnte die Brücke eröffnet werden. Sie bestand bis zum 7. Juni 1799, als General André Masséna sie während der Ersten Schlacht um Zürich niederbrennen liess, um den Rückzug der französischen Truppen zu sichern. Ein Neubau kam aufgrund der kriegerischen Ereignisse zunächst nicht in Frage, weshalb man sich mit einer provisorischen Notbrücke begnügte.
1802 wurden erstmals Projektvarianten für einen Neubau vorgestellt. Wegen finanzieller Probleme konnten die Bauvorbereitungen aber erst fünf Jahre später beginnen. In einem Projektwettbewerb setzte sich im Oktober 1808 das Modell des Baumeisters Blasius Balteschwiler aus Laufenburg durch. Die Bauarbeiten begannen im April 1809 und dauerten ein Jahr. Die Kosten betrugen 16'284 Gulden und gingen gänzlich zu Lasten der Stadt.
1926 wurde rund hundert Meter flussaufwärts die Hochbrücke eröffnet, welche die Talsenke der Limmat komplett überspannt. Dadurch war es möglich, die nur über steile und enge Zufahrtsstrassen erreichbare Holzbrücke für den motorisierten Durchgangsverkehr zu sperren. Seither dient die Holzbrücke ausschliesslich dem Fussgänger- und Fahrradverkehr. 1968 ersetzte man die hölzerne Fahrbahn durch einen Metallrost.
1996 wurde die Brücke saniert und die vorhandene Fahrbahn durch eine vorgespannte Fahrbahnplatte in Holz (QSX-System) ersetzt. Die Holz-Fahrbahnplatte wurde abgedichtet und mit einem Asphaltbelag versehen.

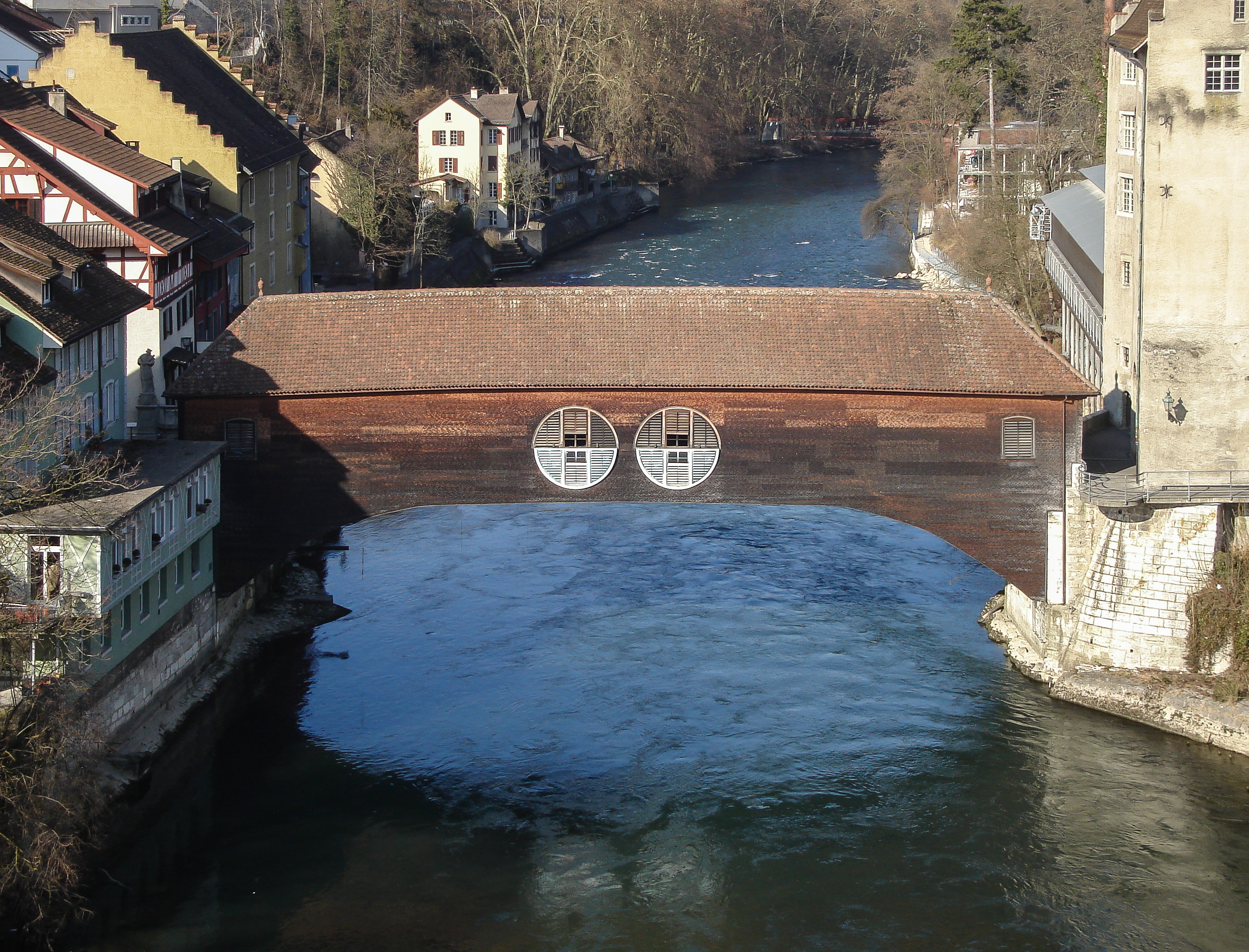
Holzbrücke Baden
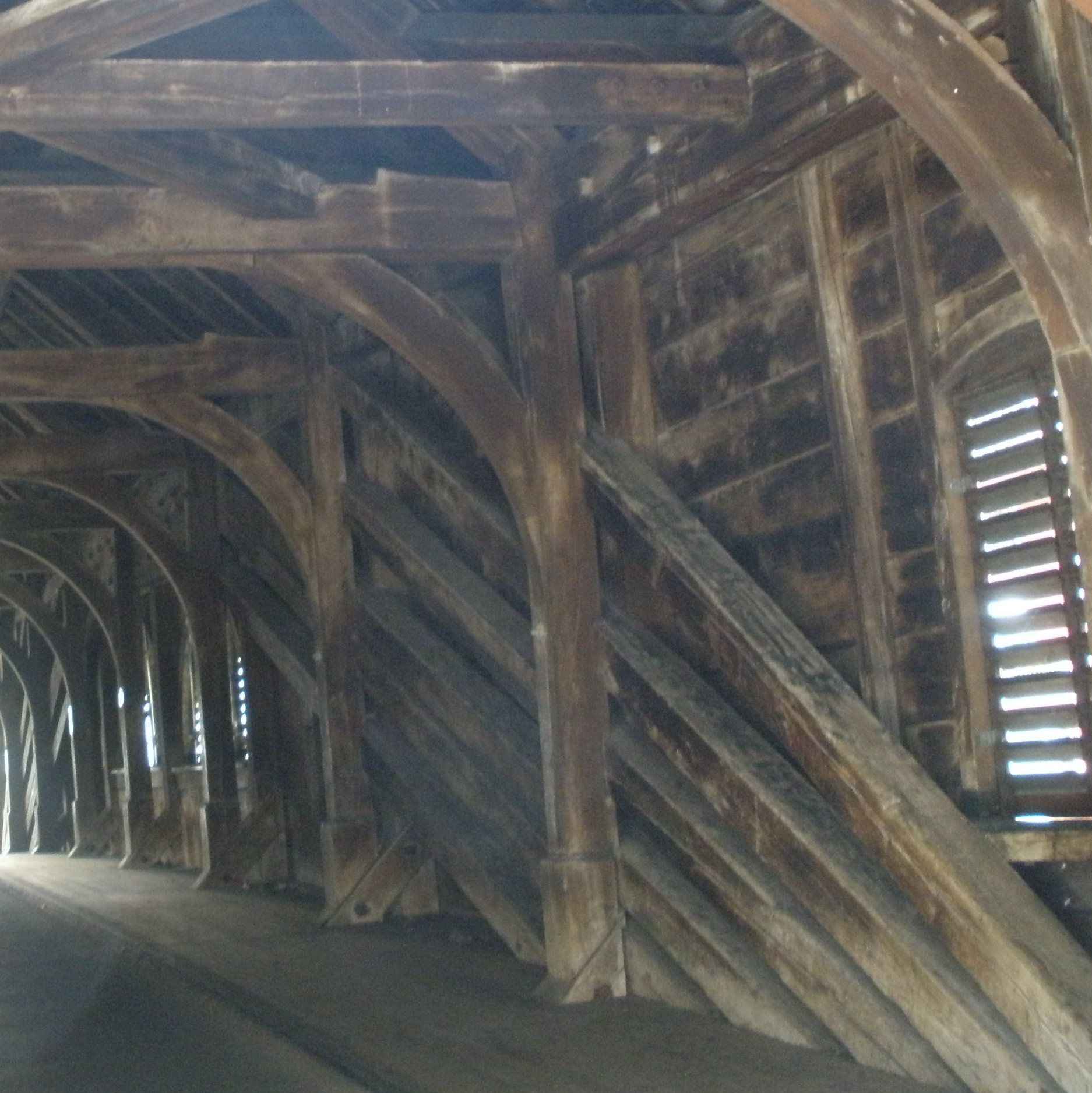
Hängesprengwerk der Holzbrücke